# IAH1
IAH1 (англ. Isoamyl acetate-hydrolyzing esterase 1 homolog) – білок, який кодується однойменним геном, розташованим у людей на 2-й хромосомі. Довжина поліпептидного ланцюга білка становить 248 амінокислот, а молекулярна маса — 27 599.
| 10         |  | 20         |  | 30         |  | 40         |  | 50         |
| ---------- |  | ---------- |  | ---------- |  | ---------- |  | ---------- |
| MALCEAAGCG |  | SALLWPRLLL |  | FGDSITQFSF |  | QQGGWGASLA |  | DRLVRKCDVL |
| NRGFSGYNTR |  | WAKIILPRLI |  | RKGNSLDIPV |  | AVTIFFGAND |  | SALKDENPKQ |
| HIPLEEYAAN |  | LKSMVQYLKS |  | VDIPENRVIL |  | ITPTPLCETA |  | WEEQCIIQGC |
| KLNRLNSVVG |  | EYANACLQVA |  | QDCGTDVLDL |  | WTLMQDSQDF |  | SSYLSDGLHL |
| SPKGNEFLFS |  | HLWPLIEKKV |  | SSLPLLLPYW |  | RDVAEAKPEL |  | SLLGDGDH   |

A: Аланін

C: Цистеїн

D: Аспарагінова кислота

E: Глутамінова кислота

F: Фенілаланін

G: Гліцин

H: Гістидин

I: Ізолейцин

K: Лізин

L: Лейцин

M: Метіонін

N: Аспарагін

P: Пролін

Q: Глутамін

R: Аргінін

S: Серин

T: Треонін

V: Валін

W: Триптофан

Кодований геном білок за функцією належить до гідролаз. 
Задіяний у таких біологічних процесах, як метаболізм ліпідів, деградація ліпідів, альтернативний сплайсинг. 